# Campioni italiani assoluti di atletica leggera - 5000 metri piani maschili
Questa pagina raccoglie un elenco di tutti i campioni italiani dell'atletica leggera nella specialità dei 5000 metri piani, che fu inserita nel programma dei campionati a partire dalla seconda edizione, nel 1907. Da allora e fino a oggi è sempre stata parte del programma.

## Albo d'oro
| Anno | Atleta (società)                                         | Prestazione            |                        |
| ---- | -------------------------------------------------------- | ---------------------- | ---------------------- |
| 1906 | Gara non in programma                                    | Gara non in programma  | Gara non in programma  |
| 1907 | Dorando Pietri La Patria Carpi                           | 16'27"1/5(m)           |                        |
| 1908 | Pericle Pagliani Società Podistica Lazio                 | 16'07"4/5(m)           |                        |
| 1909 | Ezio Cappellini ?                                        | 16'04"1/5(m)           |                        |
| 1910 | Giuseppe Cattro ?                                        | 16'09"4/5(m)           |                        |
| 1911 | Alfonso Orlando ?                                        | 16'34"3/5(m)           |                        |
| 1912 | Alfonso Orlando ?                                        | 16'13"2/5(m)           |                        |
| 1913 | Oreste Luppi Società Polisportiva Ars et Labor           | 16'02"0(m)             |                        |
| 1914 | Primo Brega ?                                            | 15'57"0(m)             |                        |
| 1915 | Edizioni non disputate                                   | Edizioni non disputate | Edizioni non disputate |
| 1916 | Edizioni non disputate                                   | Edizioni non disputate | Edizioni non disputate |
| 1917 | Edizioni non disputate                                   | Edizioni non disputate | Edizioni non disputate |
| 1918 | Edizioni non disputate                                   | Edizioni non disputate | Edizioni non disputate |
| 1919 | Primo Brega ?                                            | 15'49"0(m)             |                        |
| 1920 | Carlo Speroni Società Ginnastica Pro Patria et Libertate | 16'06"2/5(m)           |                        |
| 1921 | Carlo Speroni Società Ginnastica Pro Patria et Libertate | 15'40"2/5(m)           |                        |
| 1922 | Ernesto Ambrosini ?                                      | 15'18"4/5(m)           |                        |
| 1923 | Ernesto Ambrosini ?                                      | 15'48"1/5(m)           |                        |
| 1924 | Angelo Davoli ?                                          | 15'44"3/5(m)           |                        |
| 1925 | Giovanni Busan ?                                         | 15'53"1/5(m)           |                        |
| 1926 | Angelo Davoli ?                                          | 15'47"1/5(m)           |                        |
| 1927 | Luigi Boero ?                                            | 15'47"0(m)             |                        |
| 1928 | Luigi Boero ?                                            | 15'34"0(m)             |                        |
| 1929 | Luigi Boero ?                                            | 16'39"1/5(m)           |                        |
| 1930 | Nello Bartolini ?                                        | 15'38"3/5(m)           |                        |
| 1931 | Corrado Franceschini ?                                   | 17 p.                  |                        |
| 1932 | Giuseppe Lippi ASSI Giglio Rosso                         | 15'48"1/5(m)           |                        |
| 1933 | Bruno Betti ASSI Giglio Rosso                            | 15'22"1/5(m)           |                        |
| 1934 | Salvatore Mastroieni ?                                   | 15'25"6(m)             |                        |
| 1935 | Luigi Beccali Pro Patria Milano                          | 15'20"6(m)             |                        |
| 1936 | Umberto Cerati ?                                         | 15'26"0(m)             |                        |
| 1937 | Luigi Pellin ?                                           | 15'21"6(m)             |                        |
| 1938 | Giuseppe Beviacqua Unione Sportiva Giordana              | 15'04"2/5(m)           |                        |
| 1939 | Giuseppe Beviacqua Unione Sportiva Giordana              | 14'58"2/5(m)           |                        |
| 1940 | Giuseppe Beviacqua Unione Sportiva Giordana              | 14'52"4(m)             |                        |
| 1941 | Giuseppe Beviacqua Unione Sportiva Giordana              | 14'52"0(m)             |                        |
| 1942 | Giuseppe Beviacqua Unione Sportiva Giordana              | 14'50"4(m)             |                        |
| 1943 | Giuseppe Beviacqua Unione Sportiva Giordana              | 15'23"2(m)             |                        |
| 1944 | Edizione non disputata                                   | Edizione non disputata |                        |
| 1945 | Alfredo Lazzerini ?                                      | 15'30"4(m)             |                        |
| 1946 | Giovanni Nocco ?                                         | 15'21"4(m)             |                        |
| 1947 | Giovanni Nocco ?                                         | 15'26"6(m)             |                        |
| 1948 | Giovanni Nocco ?                                         | 15'24"0(m)             |                        |
| 1949 | Mario Nocco ?                                            | 15'41"2(m)             |                        |
| 1950 | Giovanni Nocco ?                                         | 15'24"6(m)             |                        |
| 1951 | Valentino Mansutti ?                                     | 15'17"4(m)             |                        |
| 1952 | Giacomo Peppicelli Polisportiva Testaccina               | 15'13"0(m)             |                        |
| 1953 | Rino Lavelli ?                                           | 15'30"2(m)             |                        |
| 1954 | Giacomo Peppicelli Polisportiva Testaccina               | 15'07"2(m)             |                        |
| 1955 | Francesco Perrone ?                                      | 14'54"0(m)             |                        |
| 1956 | Francesco Perrone ?                                      | 14'36"4(m)             |                        |
| 1957 | Gianfranco Baraldi ?                                     | 14'34"6(m)             |                        |
| 1958 | Antonio Ambu Lilion SNIA Varedo                          | 14'30"2(m)             |                        |
| 1959 | Luigi Conti ?                                            | 14'24"0(m)             |                        |
| 1960 | Luigi Conti ?                                            | 14'19"0(m)             |                        |
| 1961 | Antonio Ambu Lilion SNIA Varedo                          | 14'33"6(m)             |                        |
| 1962 | Antonio Ambu Lilion SNIA Varedo                          | 14'39"2(m)             |                        |
| 1963 | Luigi Conti ?                                            | 14'42"6(m)             |                        |
| 1964 | Antonio Ambu Lilion SNIA Varedo                          | 14'22"6(m)             |                        |
| 1965 | Antonio Ambu Lilion SNIA Varedo                          | 14'04"2(m)             |                        |
| 1966 | Renzo Finelli Panini Modena Baseball                     | 14'16"2(m)             |                        |
| 1967 | Antonio Ambu Lilion SNIA Varedo                          | 14'18"4(m)             |                        |
| 1968 | Giuseppe Ardizzone Gruppi Sportivi Fiamme Gialle         | 14'19"2(m)             |                        |
| 1969 | Renzo Finelli Panini Modena Baseball                     | 14'17"8(m)             |                        |
| 1970 | Giuseppe Ardizzone Gruppi Sportivi Fiamme Gialle         | 14'06"0(m)             |                        |
| 1971 | Franco Arese Unione Sportiva Balangero Atletica          | 14'12"8(m)             |                        |
| 1972 | Aldo Tomasini Unione Sportiva Quercia Rovereto           | 14'13"2(m)             |                        |
| 1973 | Aldo Tomasini Unione Sportiva Quercia Rovereto           | 14'31"8(m)             |                        |
| 1974 | Giuseppe Cindolo Panini Modena Baseball                  | 13'55"90(m)            |                        |
| 1975 | Giuseppe Cindolo Panini Modena Baseball                  | 13'48"4(m)             |                        |
| 1976 | Giuseppe Gerbi CUS Torino                                | 14'11"0(m)             |                        |
| 1977 | Venanzio Ortis Gruppo Sportivo Fiamme Oro                | 13'53"4                |                        |
| 1978 | Piero Selvaggio CUS Palermo                              | 13'57"8                |                        |
| 1979 | Mariano Scartezzini ?                                    | 13'53"9                |                        |
| 1980 | Alberto Cova Pro Patria Milano                           | 13'47"8                |                        |
| 1981 | Piero Selvaggio CUS Palermo                              | 13'49"88               |                        |
| 1982 | Alberto Cova Pro Patria Milano                           | 13'46"64               |                        |
| 1983 | Alberto Cova Pro Patria Milano                           | 13'43"06               |                        |
| 1984 | Stefano Mei Gruppo Sportivo Fiamme Oro                   | 13'48"27               |                        |
| 1985 | Alberto Cova Pro Patria Milano                           | 13'30"26               |                        |
| 1986 | Stefano Mei Gruppo Sportivo Fiamme Oro                   | 13'56"61               |                        |
| 1987 | Ranieri Carenza ?                                        | 13'55"04               |                        |
| 1988 | Francesco Panetta Pro Patria Milano                      | 13'37"43               |                        |
| 1989 | Stefano Mei Gruppo Sportivo Fiamme Oro                   | 13'54"55               |                        |
| 1990 | Renato Gotti CS Polizia DS Aquila d'Oro                  | 13'57"14               |                        |
| 1991 | Stefano Mei Gruppo Sportivo Fiamme Oro                   | 13'43"98               |                        |
| 1992 | Renato Gotti CS Polizia DS Aquila d'Oro                  | 13'39"08               |                        |
| 1993 | Giuliano Baccani ?                                       | 13'46"33               |                        |
| 1994 | Angelo Carosi Gruppo Sportivo Forestale                  | 13'50"22               |                        |
| 1995 | Francesco Bennici Centro Sportivo Carabinieri            | 13'44"14               |                        |
| 1996 | Umberto Pasterla ?                                       | 13'53"74               |                        |
| 1997 | Simone Zanon Gruppo Sportivo Fiamme Oro                  | 14'00"92               |                        |
| 1998 | Angelo Carosi Gruppo Sportivo Forestale                  | 13'41"02               |                        |
| 1999 | Luciano Di Pardo Nuova Atletica Isernia                  | 13'48"88               |                        |
| 2000 | Gennaro Di Napoli Gruppo Sportivo Fiamme Oro             | 13'39"82               |                        |
| 2001 | Salvatore Vincenti Libertas Atletica Biella              | 13'55"64               |                        |
| 2002 | Salvatore Vincenti Libertas Atletica Biella              | 13'44"04               |                        |
| 2003 | Salvatore Vincenti Libertas Atletica Biella              | 13'55"26               |                        |
| 2004 | Michele Gamba Gruppi Sportivi Fiamme Gialle              | 13'42"88               |                        |
| 2005 | Simone Zanon Gruppo Sportivo Fiamme Oro                  | 14'03"99               |                        |
| 2006 | Cosimo Caliandro Gruppi Sportivi Fiamme Gialle           | 13'50"97               |                        |
| 2007 | Daniele Meucci Centro Sportivo Esercito                  | 14'07"01               |                        |
| 2008 | Daniele Meucci Centro Sportivo Esercito                  | 14'12"28               |                        |
| 2009 | Stefano La Rosa Centro Sportivo Carabinieri              | 14'18"37               |                        |
| 2010 | Stefano La Rosa Centro Sportivo Carabinieri              | 14'12"29               |                        |
| 2011 | Stefano La Rosa Centro Sportivo Carabinieri              | 14'02"29               |                        |
| 2012 | Stefano La Rosa Centro Sportivo Carabinieri              | 14'01"49               |                        |
| 2013 | Stefano La Rosa Centro Sportivo Carabinieri              | 14'11"34               |                        |
| 2014 | Marouan Razine Centro Sportivo Esercito                  | 14'13"88               |                        |
| 2015 | Marouan Razine Centro Sportivo Esercito                  | 13'50"87               |                        |
| 2016 | Yassine Rachik Atletica Cento Torri Pavia                | 14'11"24               |                        |
| 2017 | Marco Najibe Salami Centro Sportivo Esercito             | 14'06"59               |                        |
| 2018 | Marouan Razine Centro Sportivo Esercito                  | 14'04"31               |                        |
| 2019 | Marouan Razine Centro Sportivo Esercito                  | 14'05"09               |                        |
| 2020 | Ala Zoghlami Gruppo Sportivo Fiamme Oro                  | 14'04"44               |                        |
| 2021 | Pietro Riva Gruppo Sportivo Fiamme Oro                   | 13'52"38               |                        |
| 2022 | Yemaneberhan Crippa Gruppo Sportivo Fiamme Oro           | 13'26"11               |                        |
| 2023 | Jacopo De Marchi Centro Sportivo Esercito                | 14'02"07               |                        |
| 2024 | Pietro Arese Gruppi Sportivi Fiamme Gialle               | 13'35"97               |                        |
| 2025 | Pietro Arese Gruppi Sportivi Fiamme Gialle               | 13'47"35               |                        |